# Ітьо Тіхару
Тіхару Ітьо (яп. 伊調千春; нар. 6 жовтня 1981, Хатінохе, префектура Аоморі) — японська борчиня вільного стилю, триразова чемпіонка та срібна призерка чемпіонатів світу, триразова чемпіонка Азії, чемпіонка Азійських ігор, дворазова володарка та срібна призерка Кубків світу, дворазова срібна призерка Олімпійських ігор.

## Життєпис
Боротьбою почала займатися з 1986 року. У 2000 році стала чемпіонкою світу серед юніорів. У 2001 повторила цей успіх.
Тренер — Кадзухіто Сакае.

## Спортивні результати на міжнародних змаганнях

### Виступи на Олімпіадах
| Змагання                    | Збірна | Вагова категорія          | Місце  |
| --------------------------- | ------ | ------------------------- | ------ |
| Літні Олімпійські ігри 2004 | Японія | жіноча боротьба, до 48 кг | Срібло |
| Літні Олімпійські ігри 2008 | Японія | жіноча боротьба, до 48 кг | Срібло |

### Виступи на Чемпіонатах світу
| Змагання                        | Збірна | Вагова категорія          | Місце  |
| ------------------------------- | ------ | ------------------------- | ------ |
| Чемпіонат світу з боротьби 2002 | Японія | жіноча боротьба, до 51 кг | Срібло |
| Чемпіонат світу з боротьби 2003 | Японія | жіноча боротьба, до 51 кг | Золото |
| Чемпіонат світу з боротьби 2006 | Японія | жіноча боротьба, до 48 кг | Золото |
| Чемпіонат світу з боротьби 2007 | Японія | жіноча боротьба, до 48 кг | Золото |

### Виступи на Чемпіонатах Азії
| Змагання                       | Збірна | Вагова категорія          | Місце  |
| ------------------------------ | ------ | ------------------------- | ------ |
| Чемпіонат Азії з боротьби 2001 | Японія | жіноча боротьба, до 51 кг | Золото |
| Чемпіонат Азії з боротьби 2004 | Японія | жіноча боротьба, до 48 кг | Золото |
| Чемпіонат Азії з боротьби 2007 | Японія | жіноча боротьба, до 48 кг | 9      |
| Чемпіонат Азії з боротьби 2008 | Японія | жіноча боротьба, до 48 кг | Золото |

### Виступи на Азійських іграх
| Змагання           | Збірна | Вагова категорія          | Місце  |
| ------------------ | ------ | ------------------------- | ------ |
| Азійські ігри 2006 | Японія | жіноча боротьба, до 48 кг | Золото |

### Виступи на Кубках світу
| Змагання                    | Збірна | Вагова категорія          | Місце  |
| --------------------------- | ------ | ------------------------- | ------ |
| Кубок світу з боротьби 2003 | Японія | жіноча боротьба, до 51 кг | 4      |
| Кубок світу з боротьби 2004 | Японія | жіноча боротьба, до 48 кг | Срібло |
| Кубок світу з боротьби 2005 | Японія | жіноча боротьба, до 51 кг | Золото |
| Кубок світу з боротьби 2006 | Японія | жіноча боротьба, до 48 кг | Золото |

### Виступи на інших змаганнях
| Змагання                                        | Збірна | Вагова категорія          | Місце  |
| ----------------------------------------------- | ------ | ------------------------- | ------ |
| Чемпіонат світу з боротьби серед студентів 2002 | Японія | жіноча боротьба, до 51 кг | Золото |
| Klippan Lady Open 2003                          | Японія | жіноча боротьба, до 51 кг | Золото |
| Тестовий турнір FILA 2004                       | Японія | жіноча боротьба, до 48 кг | Золото |

### Виступи на змаганнях молодших вікових груп
| Змагання                                      | Збірна | Вагова категорія          | Місце  |
| --------------------------------------------- | ------ | ------------------------- | ------ |
| Чемпіонат світу з боротьби серед юніорів 2000 | Японія | жіноча боротьба, до 50 кг | Золото |
| Чемпіонат світу з боротьби серед юніорів 2001 | Японія | жіноча боротьба, до 50 кг | Золото |